# Афинагор (Пекстадт)
Митрополи́т Афинаго́р (греч. Μητροπολίτης Αθηναγόρας; в миру Ивес Пе́кстадт, нидерл. Yves Peckstadt; род. 24 марта 1962, Гент) — архиерей Константинопольской православной церкви, митрополит Бельгийский (с 2013).

## Биография
Родился 24 марта 1962 года в Генте, во Фландрии в семье протоиерея Игнатия Пекстадта, настоятеля православного прихода в Генте, и Марии-Терезы Жанссан.
Окончил факультет права в Гентском университете, после чего благодаря гранту Константинопольского Патриархата обучался на богословском факультете университета Салоник, а также в институте Боссе.
12 ноября 1989 года в Брюсселе митрополитом Варфоломеем (Архондонисом) рукоположен в сан диакона и в качестве архидиакона служил в Бельгийской митрополии. Был представителем Константинопольского Патриархата при Европейском Союзе.
В 1995 году он основал православный приход в Брюгге, посвященный святым равноапостольным Константину и Елене.
17 марта 1996 года в митрополитом Бельгийским Пантелеимоном (Кандоянисом) рукоположен в сан иерея. Священническое служение проходил в Брюгге.
30 сентября 1996 года возведён в достоинство архимандрита.
В 2001 году основал приход святых равноапостольных Кирилла и Мефодия в Остенде, в 2008 году — Трёхсвятительский приход в Хасселте. Многие годы он также исполнял обязанности православного капеллана Международного аэропорта Брюсселя.
22 июня 2003 года в Брюсселе рукоположен в сан епископа Синопского, викария Бельгийской митрополии.
С 2009 года являлся секретарём православной епископской Конференции Бенилюкса.
27 ноября 2013 года на заседании Синода Константинопольского патриархата был избран митрополитом Бельгийским. При этом он также по должности стал президентом православной епископской Конференции Бенилюкса.
21 декабря того же года в греческом кафедральном соборе святых Архистратигов Михаила и Гавриила в Брюсселе состоялась его интронизация.
24 февраля 2014 года совершил первую Божественную литургию в новом качестве на территории Нидерландов, в кафедральном соборе святителя Николая Чудотворца в Роттердаме. Ему сослужил Евменийский епископ Максим. На Литургии присутствовали архиепископ старокатоликов Нидерландов Joris Vercammen, послы Греции и Кипра. Служба проходила на греческом, голландском и русском языках.